# Filip Nowicki
Filip Arkadiusz Nowicki (ur. 2 maja 1994 we Włocławku) – polski koszykarz grający na pozycji środkowego. Od 2014 gra w drużynie Sacred Heart Pioneers występującej w dywizji I NCAA. Reprezentant Polski do lat 18, uczestnik mistrzostw Europy w tej kategorii wiekowej. W swojej karierze rozegrał 15 meczów w Polskiej Lidze Koszykówki.

## Życiorys

### Kariera klubowa

#### Początki w Polsce (do 2013)
Nowicki zadebiutował na centralnym poziomie rozgrywek ligowych seniorów w Polsce w sezonie 2009/2010. Wówczas to w barwach WKK Wrocław zagrał w 4 meczach II ligi, w których zdobywał średnio po 1,8 punktu i 1,3 zbiórki. W kolejnym sezonie został koszykarzem Polonii 2011 Warszawa, w której wystąpił w 10 spotkaniach I ligi, w których zdobywał średnio po 1,5 punktu i 1,3 zbiórki na mecz. W sezonie 2011/2012 początkowo występował w rezerwach AZS-u Politechniki Warszawskiej, grających wówczas w II lidze – w zespole tym wystąpił w 14 spotkaniach ligowych, zdobywając średnio po 9,5 punktu, 6,1 zbiórki i 1,2 bloku na mecz. Następnie został włączony do składu pierwszego zespołu, grającego w tym czasie w Polskiej Lidze Koszykówki. W debiutanckim sezonie w najwyższej klasie rozgrywkowej rozegrał 15 meczów, w których zdobywał przeciętnie po 1,5 punktu i 1,3 zbiórki. W sezonie 2012/2013 został koszykarzem trzecioligowego klubu Portofino AKM Włocławek, w którym zagrał w 7 meczach ligowych, zdobywając przeciętnie 14,1 punktu.

#### Wyjazd do Stanów Zjednoczonych (od 2013)
Przed sezonem 2013/2014 wyjechał do Stanów Zjednoczonych, gdzie uczył się w szkole średniej Midwest Elite Prep Basketball Academy i grał w drużynie reprezentującej tę szkołę w rozgrywkach koszykarskich szkół średnich. W rozgrywkach tych zdobywał średnio po około 11 punktów i 9 zbiórek na mecz. W kwietniu 2014 roku zdecydował się na rozpoczęcie studiów na uczelni Sacred Heart University i grę w występującej w dywizji I NCAA drużynie Sacred Heart Pioneers od sezonu 2014/2015. W rozgrywkach NCAA zadebiutował 14 listopada 2014. W debiutanckim sezonie w NCAA wystąpił w 29 meczach ligowych, w których zdobywał przeciętnie po 2,8 punktu i 3 zbiórki, spędzając na boisku po nieco ponad 11 minut na mecz. 

### Kariera reprezentacyjna
Nowicki był reprezentantem Polski do lat 18. Wraz z kadrą tą w 2012 roku wystąpił w mistrzostwach Europy do lat 18, w którym polska kadra zajęła ostatnie, 16. miejsce. Nowicki zdobywał podczas tego turnieju średnio po 2,4 punktu i 2 zbiórki na mecz.